# Cercle pédestre d'Asnières
Maillots
Le Cercle pédestre d'Asnières, abrégé en CP Asnières, est un club de football français fondé en 1893 en tant que section de football du club omnisports du même nom fondé en 1892, disparu à la fin des années 1910 et basé à Asnières-sur-Seine en proche banlieue parisienne.
Le club est un des premiers clubs de football fondés en France. Il participe aux quatre premières éditions du championnat de France organisé par l'Union des sociétés françaises de sports athlétiques, la première compétition de football en France, avant d'être relégué. Il peine à bien figurer en raison de la mainmise des trois meilleurs clubs du moment que sont le Club français, le Standard Athletic Club et les White Rovers. Par la suite, une fois le championnat découpé par région, le CP Asnières dispute quatre fois la première série du championnat de Paris entre 1898 et 1912, sans toutefois obtenir de résultats probants.
Le club, qui évoluait avec un maillot rayé noir et blanc, a probablement disparu pendant la Première Guerre mondiale.

## Historique

### Genèse du club et premier championnat de France (1892-1894)
Le Cercle pédestre d'Asnières est fondé en juillet 1892 à Asnières-sur-Seine en proche banlieue parisienne. Comme son nom l'indique, le club est avant tout un club d'athlétisme. Le CP Asnières se met brièvement au rugby à XV. Il participe au championnat de France de rugby à XV en 1892-1893 et 1893-1894, en étant éliminé les deux fois dès son premier match, par le Racing Club de France, puis par l'Inter-Nos.
Le CP Asnières se met au football en fin d'année 1893. Alors que quelques clubs de football existent à Paris au début de la saison 1893-1894, l'Union des sociétés françaises de sports athlétiques (USFSA) ne légitime pas ce sport dans un premier temps. Aucun club n'est ainsi ni affilié ni reconnu à l'USFSA. Le CP Asnières fait exception, étant donné que le club est à la base un club d'athlétisme et qu'il s'est affilié à l'USFSA avant d'avoir ouvert sa section de football. Sous la menace de la fondation d'une ligue indépendante par les clubs de football et grâce à l’appui de M. Delhumeau, à la fois membre du CP Asnières et du Conseil de l'Union, l'USFSA finit par reconnaître ce sport et promet l'organisation d'un championnat officiel en fin de saison, championnat qui sera géré par la Commission de rugby.
À cause de ces événements, le premier match interclubs de la saison n'a lieu que le 24 décembre 1893. Le Cercle pédestre d'Asnières joue son premier match le 24 février 1894 à Bécon face au Standard Athletic Club et s'incline par neuf buts à zéro. Le premier championnat de France de football, disputé en matchs éliminatoires, débute quant à lui en avril 1894. Seuls six clubs s'engagent. Le CP Asnières est exempté du premier tour. En demi-finale, il est éliminé le 22 avril par le Standard AC, qui l'emporte « aisément » par cinq buts à zéro. 

### Championnats de France et descente en deuxième série (1894-1897)
Pour la saison 1894-1895, la plupart des clubs déménage à Levallois-Perret. Seul le Cercle pédestre d'Asnières reste à Asnières-sur-Seine. Ainsi, le Standard AC s'assure la disposition de la pelouse du vélodrome de la Seine situé quai Michelet, terrain inauguré le 1er novembre 1894 par un match Standard contre CP Asnières. Le club, qui joue avec un maillot à rayures verticales noires et blanches, compte alors comme principaux joueurs MM. Mornet, Maillard, Voglet ou encore les frères Canac. En octobre 1894, une commission consacrée au football est créée au sein de l'USFSA, dont fait partie un joueur du CP Asnières, M. Delhumeau. Dans la foulée, le Conseil de l'Union nomme en janvier 1895 des arbitres officiels pour un an, parmi lesquels figurent quatre joueurs du CP Asnières, MM. Emonières, Delhumeau, Mornet et Canac.
Huit équipes s'engagent pour le championnat de France 1895, toujours disputé en matchs éliminatoires. Le 10 mars 1895, le Cercle pédestre d'Asnières affronte le Cercle athlétique de Neuilly en quart de finale. Le match a lieu sur le terrain du vélodrome de la Seine après celui entre le Standard AC et l'United Sports Club. À cause de cela, la rencontre se termine à la nuit tombante, mais les deux équipes sont à égalité un but partout. L'arbitre, Neville Tunmer, joueur du Standard, décide d'une prolongation avec but vainqueur, que finit par inscrire le Stade de Neuilly. Le CP Asnières dépose une réclamation justifiée, car la règle du but vainqueur n'existe pas. Malgré cela, la Commission de football, dont fait inopportunément aussi partie Neville Tunmer, entérine le résultat,.
Les clubs abandonnent leurs terrains de Levallois-Perret au début de la saison 1895-1896 pour retourner à Bécon. Les terrains sont cependant vendus en avril 1896 et les clubs doivent déménager. Le CP Asnières parvient toutefois à rester à Bécon en s'assurant un terrain situé près du pont des Couronnes,. Une formule de poule est adoptée pour le championnat de France 1895-1896, qui oppose neuf clubs parisiens. Le CP Asnières termine cinquième avec trois victoires et cinq défaites,. La saison suivante, avec la même formule, le club termine huitième avec seulement une victoire et se voit relégué en deuxième série,.

### Entre première et deuxième série et fin du club (1897-1914)
Le Cercle pédestre d'Asnières remporte le championnat de deuxième série lors de la saison 1898-1899 et remonte en première série. Le club y reste trois saisons, avant de redescendre en 2e série. Après dix saisons dans les divisions inférieures du championnat de Paris, le CP Asnière rejoue une dernière saison en 1re série lors de la saison 1911-1912, mais redescend aussitôt en 2e série. Le Cercle pédestre d'Asnières ne réapparait pas dans les compétitions parisiennes après la Première Guerre mondiale. Il est probable qu'à l'image de nombreux clubs, le CP Asnières n'ait pas survécu à la guerre.

## Résultats sportifs

### Palmarès
Le club ne possède aucun palmarès. Son meilleur résultat reste une demi-finale lors du championnat de France 1894.

### Bilan saison par saison
Le tableau suivant présente le bilan saison par saison du Cercle pédestre d'Asnières.
| Saison    | Championnat           | Div. | Clas.   | Pts | J  | V | N | D  | Bp | Bc | Diff | Coupe Dewar     |
| --------- | --------------------- | ---- | ------- | --- | -- | - | - | -- | -- | -- | ---- | --------------- |
| 1893-1894 | Championnat de France | –    | 1/2     | –   | 1  | 0 | 0 | 1  | 0  | 5  | -5   |                 |
| 1894-1895 | Championnat de France | –    | 1/4     | –   | 1  | 0 | 0 | 1  | 1  | 2  | -1   |                 |
| 1895-1896 | Championnat de France | –    | 5 / 9   | 6   | 8  | 3 | 0 | 5  | 10 | 8  | +2   |                 |
| 1896-1897 | 1re série (France)    | 1    | 8 / 9   | 4   | 8  | 1 | 0 | 7  | 12 | 32 | -20  |                 |
| 1897-1898 | 2e série (France)     | 2    | 1 / 10  |     | 9  |   |   |    |    |    |      |                 |
| 1898-1899 | 1re série (Paris)     | 1    | 7 / 7   | 2   | 12 | 0 | 2 | 10 | 8  | 38 | -30  | non participant |
| 1899-1900 | 1re série (Paris)     | 1    | 6 / 8   | 8   | 14 | 4 | 0 | 10 | 8  | 44 | -36  | non participant |
| 1900-1901 | 1re série (Paris)     | 1    | 8 / 8   |     |    |   |   |    |    |    |      | non participant |
| 1901-1902 | 2e série (Paris)      | 2    |         |     |    |   |   |    |    |    |      | non participant |
| 1902-1903 |                       |      |         |     |    |   |   |    |    |    |      | non participant |
| 1903-1904 |                       |      |         |     |    |   |   |    |    |    |      | non participant |
| 1904-1905 |                       |      |         |     |    |   |   |    |    |    |      | non participant |
| 1905-1906 |                       |      |         |     |    |   |   |    |    |    |      | non participant |
| 1906-1907 |                       |      |         |     |    |   |   |    |    |    |      | non participant |
| 1907-1908 |                       |      |         |     |    |   |   |    |    |    |      | non participant |
| 1908-1909 |                       |      |         |     |    |   |   |    |    |    |      | non participant |
| 1909-1910 |                       |      |         |     |    |   |   |    |    |    |      | Quart de finale |
| 1910-1911 | 2e série (Paris)      | 2    |         |     |    |   |   |    |    |    |      | non participant |
| 1911-1912 | 1re série (Paris)     | 1    | 12 / 12 | 11  |    |   |   |    |    |    |      | non participant |
| 1912-1913 | 2e série (Paris)      | 2    |         |     |    |   |   |    |    |    |      | non participant |
| 1913-1914 | ?                     |      |         |     |    |   |   |    |    |    |      | non participant |